# Geoffroy de Vogüé
Geoffroy de Vogüé est un évêque de Saint-Paul-Trois-Châteaux de la première moitié du XIIIe siècle, issu de la famille de Vogüé.

## Biographie

### Origines
Selon le Marquis de de Vogüé, Geoffroy de Vogüé est né vers 1160. Il appartient à la famille de Vogüé.

### Carrière
Il entre dans les ordres et serait prêtre en 1187, selon le Marquis de Vogüé. Cette date est celle où il est pour la première fois mentionné. Il intervient dans un différend opposant l'évêque de Die et le Prieuré de Saint-Marcel-lès-Sauzet, comme arbitre. Selon le Gallia christiana, Geoffroy de Volgur [sic] est témoin et moine de Saint-Marcel-lès-Sauzet,.
Il devient chanoine de la cathédrale du Puy. Lors de l'élection de Burnon sur le siège de Viviers, proche de ce dernier, il devient chanoine de Viviers. 
Il est élu sur le siège épiscopal de Saint-Paul-Trois-Châteaux en 1210. 
Sous son épiscopat, les travaux cathédrale de Saint-Paul-Trois-Châteaux se terminent.
Son action diplomatique se traduit par une opposition au comte de Toulouse, Raymond VI, et au cours de la croisade des albigeois, il se range du côté du Saint-Siège.

### Démission et succession
Geoffroy de Vogüé résigne sa charge, en raison de son âge, en 1233. Il retourne à Viviers, où il redevient chanoine. Le Marquis de Vogüé l'a fait résigner en 1230.
Il teste, en 1236, devant le notaire Ricard. Il fait des dons en argent aux églises ainsi qu'à certains couvents, situés dans les trois diocèses dans lesquels il a officié, Saint-Paul-Trois-Châteaux, Viviers et le Puy. Ses héritiers sont deux neveux, Geoffroy et Étienne, fils de son frère Pierre, coseigncur de Vogué.